# اکسنت
اَکسِنت (به رومانیایی: Akcent) یک گروه موسیقی رومانیایی در سبک یورودنس و هاوس است که در سال ۱۹۹۹ بنیان گذاشته شد. این گروه با آهنگ "Kylie" معروف و وارد جدول بین‌المللی شد. گروه اکسنت تاکنون هفت آلبوم وارد بازار کرده است که آلبوم "King of disco" بالاترین رتبه را برای این گروه به همراه داشت.

## آلبوم‌ها
- In culori - ۲۰۰۲
- Thousent bpm - ۲۰۰۳
- Poveste de viata - ۲۰۰۴
- S.O.S - ۲۰۰۵
- Primul capitol - ۲۰۰۶
- King of disco - ۲۰۰۷
- Fara Lacrimi - ۲۰۰۹
- Love the show _2016